# Duc d'Audiffret-Pasquier
Pour les articles homonymes, voir d'Audiffret et Pasquier.
Le titre de duc d'Audiffret-Pasquier est un titre de la noblesse française. Il a été créé en 1863 par l'empereur Napoléon III par la réversion du titre de duc Pasquier (créé pour Étienne-Denis Pasquier par ordonnance royale du 16 décembre 1844 et confirmé par lettres patentes du 3 février 1845) au profit du petit-neveu du titulaire, Gaston d'Audiffret.

## Liste des ducs d'Audiffret-Pasquier
- Gaston (1823-1905), 1er duc d'Audiffret-Pasquier, président de l'Assemblée nationale puis du Sénat, membre de l'Académie française
- Étienne (1882-1957), 2e duc d'Audiffret-Pasquier, député de l'Orne (1919-1940), petit-fils du précédent
- Denis  (1913-1999), 3e duc d'Audiffret-Pasquier
- Étienne (1951-2001), 4e duc d'Audiffret-Pasquier
- Xavier (1988), 5e duc d'Audiffret-Pasquier

## Armes
Les armes du duc d'Audiffret-Pasquier se blasonnent ainsi: 
écartelé : au 1 & 4 d'or, au chevron d'azur, chargé de cinq étoiles d'or, accompagnées en pointe d'un mont de 3 coupeaux de sable, soutenant un faucon du même, la tête contournée et la patte dextre levée ; à la bordure componée de sable et d'or  (d'Audiffret) ; au 2 & 3 de gueules au chevron d'or, accompagné en chef de 2 croissants d'argent et, en pointe, d'un buste de licorne du même (Pasquier).

## Pour approfondir